# 小行星3786
小行星3786（英語：3786 Yamada）是一颗围绕太阳公转的小行星。1988年1月10日，小島卓雄在千代田发现了此天体。
这颗小行星的绝对星等为357.2806467430114等。